# Бенсон, Дженни
Дженни Бенсон (англ. Jenny Benson; 25 января 1978; Фаунтин-Валли, США) — американская футболистка, бывший игрок национальной сборной США.

## Биография
Начала играть в футбол 1996 году в университетской команде «Небраска Корнгаскерс», за которую провела 92 матча и забила 26 голов. С 2001 года играла за клуб «Филадельфия Чардж» в women's United Soccer Association, где провела все три сезона и покинула её после расформирования в конце сезона 2013.
В 2004 году выступала в чемпионат России по «Энергию (Воронеж)», став бронзовым призером чемпионата.
В 2005 году играл за «Нью-Джерси Вайлдкетс» в USL W-League, втором по уровню женском дивизионе США, выиграв его.

## Сборная США
| Сборная | Год  | Статистика выступлений | Статистика выступлений | Статистика выступлений | Статистика выступлений | Статистика выступлений |
| Сборная | Год  | Игр                    | Старт                  | Минуты                 | Голы                   | Ассистент              |
| ------- | ---- | ---------------------- | ---------------------- | ---------------------- | ---------------------- | ---------------------- |
| США     | 2001 | 1                      | 0                      | 22                     | 0                      | 0                      |
| США     | 2002 | 4                      | 3                      | 255                    | 0                      | 1                      |
| США     | 2003 | 3                      | 2                      | 161                    | 0                      | 0                      |
| ИТОГО   | 3    | 8                      | 5                      | 438                    | 0                      | 1                      |

## Футбольные достижения

### Командные
- Чемпион Чемпионата США (1): 2005
- Серебряный призёр Чемпионата США (1): 2002
- Бронзовый призёр Чемпионата России (1): 2004

### Личные
- Забила 4 мяча в Кубке УЕФА в сезоне 2004/2005 годов выступая за «Энергию» (Воронеж)[1]